# Élodie
Élodie var en svensk pop/rock/jazzgrupp från Skellefteå som bildades år 2002 och som bestod av följande medlemmar: Andreas Lundmark (gitarr), Evelina Hägglund (sång), Simon Jonsson (klaviatur och sång), Henrik Wiklund (bas) samt Peder Zingmark (trummor).
Debutskivan It's Too Bad You're Leaving släpptes 18 maj 2005 på Skellefteåbaserade indieetiketten A West Side Fabrication.
Året därpå släpptes EP-skivan At the End of the Line lagom till bandets sista spelning någonsin.